# Simon Lessing
Simon Christopher Lessing (Cidade do Cabo, 12 de fevereiro de 1971) é um triatleta profissional britânico. 

## Carreira

### Olimpíadas
Simon Lessing disputou os Jogos de Sydney 2000, terminando em 9º lugar com o tempo de 1:49:24.32. 